# Craterul Oasis
Oasis este un crater de impact meteoritic în Libia.

## Date generale
Craterul avea un diametru de 18 km și are vârsta estimată la 120 milioane ani (Cretacicul inferior). Craterul este expus la suprafață dar este erodat.